# Leucophanes unguiculatum
Leucophanes unguiculatum är en bladmossart som beskrevs av Mitten 1863. Leucophanes unguiculatum ingår i släktet Leucophanes och familjen Calymperaceae. Inga underarter finns listade i Catalogue of Life.